# Superstar (Jamelia)
Superstar is een nummer van de Deense zangeres Christine Milton uit 2002. In 2004 coverde de Britse zangeres Jamelia het nummer als tweede single van haar debuutalbum Thank You.
De versie van Milton werd alleen in Denemarken en Noorwegen een hit. Jamelia's cover veroverde echter de wereld. Het haalde de derde positie in haar thuisland het Verenigd Koninkrijk en in de Nederlandse Top 40. In de Vlaamse Ultratop 50 haalde het de 7e positie. Ook in veel andere landen wist het nummer de top 10 te bereiken.